# Alexis Denisof
Alexis Denisof (sinh ngày 25/02/1966) là nam diễn viên người Mỹ. Ông được biết đến qua vai Wesley Wyndam-Pryce trong sê-ri truyền hình Buffy the Vampire Slayer. Ông cũng từng đóng một vai phụ trong How I Met Your Mother.